# روبرت لاثام براون
روبرت لاثام براون (بالإنجليزية: Robert Latham Brown)‏ هو منتج أفلام أمريكي، ولد في 20 يونيو 1947 في الإسكندرية في الولايات المتحدة.

## وصلات خارجية
- روبرت براون على موقع IMDb (الإنجليزية)
- روبرت براون على موقع قاعدة بيانات الفيلم (الإنجليزية)